# نزهة المجالس
نزهة المجالس هو كتاب مختارات يحتوي على حوالي 4100 رباعية فارسية من كتابة حوالي 300 شاعر من القرن الخامس إلى السابع الهجري (من القرن الحادي عشر إلى الثالث عشر الميلادي). جمع الشاعر الفارسي جمال الدين خليل الشيرواني هذه المختارات في منتصف القرن السابع الهجري (القرن الثالث عشر الميلادي). جمع جمال الدين الشيرواني مختاراته للأمير الشيروانشاهي علاء الدين فريبرز الثالث [الإنجليزية] بن جرشاسب الأول [الإنجليزية] (حكم. 1225–1251)، وأهداه الكتاب.

## الكتاب
نُظم الكتاب حسب الموضوع إلى 17 فصلًا، والتي تنقسم بدورها إلى 96 قسمًا مميزًا. وتضم المجموعة أيضًا 179 رباعية وقصيدة تتكون من 50 بيتًا، جميعها من تأليف جمال الدين خليل الشيرواني. هذا الكتاب محفوظ في مخطوطة فريدة، نسخها إسماعيل بن إسفنديار بن محمد بن إسفنديار الأبهري في 31 تموز 1331.
ومن أهم ما يميز نزهة المجالس أنه يتضمن رباعيات لشعراء لم تتوفر لهم مجموعة أعمال. على سبيل المثال، يضم الكتاب ثلاثة وثلاثين رباعية لعمر الخيام وستين رباعية لمحساتي. تُعد هذه المجموعات من أقدم المجموعات وأكثرها موثوقية لأعمالهم. ويحتوي كتاب نزهة المجالس أيضًا على رباعيات لعلماء ومتصوفين مثل ابن سينا، وعطار النيسابوري، والسنائي، وأفضل الدين الكاشاني، وأحمد الغزالي (الأخ الصوفي لأبي حامد الغزالي)، ومجد الدين البغدادي (شخصية بارزة في الصوفية التقليدية ولد في بغداد في خراسان الكبرى) وأحمد الجامي، الذين لم يُتعرف عليهم كشعراء بارزين. ويحتوي أيضًا على رباعيات لكتاب وشعراء غير معروفين برباعياتهم مثل أسد الطوسي، ونظامي الكنجوي، وفخر الدين أسعد الجرجاني، وقابوس. وقد رُويت بعض الرباعيات أيضًا عن أقوال وحكام مثل فاريبورز الثالث الشيروانشاي، والسلطان السلجوقي طغرل، وشمس الدين الجويني.

## اللغة والثقافة الفارسية في مناطق القوقاز
إن أهم ميزة لكتاب نزهة المجالس، فيما يتعلق بتاريخ الأدب الفارسي، هي أنها تضم أعمال نحو 115 شاعرًا من شمال غرب إيران وشرق القوقاز (أران (ألبانيا القوقازية)، وشروان، وأذربيجان؛ بما في ذلك 24 شاعرًا من كنجة وحدها)، حيث اختفى تراث الأدب الفارسي في تلك المنطقة بالكامل تقريبًا بسبب تغير اللغة في القوقاز (أذربيجان، أرمينيا، جورجيا، الشيشان، داغستان). حقيقة أن العديد من الرباعيات لبعض الشعراء من المنطقة (مثل عزيز شيرواني، شمس سوجاسي، أمير نجيب الدين عمر الكنجداني، كمال مراغي، برهان كنجاي، إلياس كنجاي، بختيار شيرواني) مذكورة في سلسلة تظهر أن المحرر يمتلك أعمالهم المجمعة.
على عكس أجزاء أخرى من بلاد فارس، حيث كان الشعراء مرتبطين بالمحاكم، أو ينتمون إلى طبقات أعلى من المجتمع مثل العلماء والبيروقراطيين والسكرتيرات، ارتقى عدد كبير من الشعراء من مناطق شرق القوقاز بين أفراد الطبقة العاملة. وهم يستخدمون التعبير العامي بشكل متكرر في شعرهم. ويشار إليهم باسم السقاة (حاملي المياه)، وتجار العصفور، والحارس الشخصي (جندار)، والسروج، وصانعي البطانيات (لهافي)، وما إلى ذلك. وكان بعض هؤلاء الشعراء أيضًا من الإناث مثل دوختاري خطيب كنجة، ودختار سالار، ودختار ساتي، ومهستي كنجوي، ودختار حكيم كاو، وراضية كنجاي. إن حقيقة أن العديد من الشاعرات والأشخاص العاديين غير المرتبطين بالمحاكم قد ألفوا الرباعيات توضح الاستخدام العام للغة الفارسية في تلك المنطقة قبل تحولها التدريجي إلى اللغات التركية بسبب الهجرة التركية الكثيفة للأناضول والقوقاز، خاصةً بعد معركة ملاذكرد.
عن محمد بن باعث:
ص ١٨: "لا ينبغي الادعاء خطأً بأن السلاجقة أدخلوا الفارسية إلى الران وأذربيجان. على عكس هذه الفكرة، نعلم جيدًا أن الشمال الغربي كان دائمًا مركزًا غنيًا للثقافة الإيرانية. حتى قبل محمد بن وصيف الصقرزي (أول شاعر معروف في إيران) الذي نظم القصيدة في سيستان، ذكر الطبري أن شيوخ مراغة قرأوا الشعر الفارسي (البهلوي) لمحمد بن البعيث بن حلبس، حاكم مرند. كان حلبس، جده، مهاجرًا عربيًا حديثًا من بلاد نجد والحجاز، وكان الشعر الفارسي لحفيده نتيجةً لاندماجه في الثقافة المحلية".
صفحة 20 عن كتاب الاتحاد السوفييتي مرة أخرى: "وبالتالي فإن نظرية المؤلفين السوفييت المسيسين وأولئك الذين كرروها عن جهل ليست صحيحة، ولم يكن العدد الكبير من الشعراء الفرس من القوقاز وأران بسبب الحكام الإيرانيين والمتأثرين بالإيرانية في المنطقة، ولكن على عكس هذه النظرية المسيسة، كانت لغة وثقافة الشعب هي التي أثرت على الحكام".